# Nordeste

Nordeste.

Nordeste ou noreste (NE) é uma coordenada cartográfica situada entre o norte e o leste (ou este). Um dos pontos colaterais das rosa dos ventos. A palavra nordeste é a junção da palavra norte com este. Localizados em exatamente a 45 graus.